# Euscelidius schenckii
Euscelidius schenckii är en insektsart som beskrevs av Carl Ludwig Kirschbaum 1868. Euscelidius schenckii ingår i släktet Euscelidius och familjen dvärgstritar. Arten är reproducerande i Sverige. Inga underarter finns listade i Catalogue of Life.